# Tolga (sat)
Tolga este o localitate situată în partea de sud a Norvegiei, în  comuna Tolga din provincia Innlandet, pe malul stâng al râului Glåma. Este localitatea de reședință a comunei, are o suprafață de 0,97 km² și o populație de 570 locuitori (2021). Până la data de 1.1.2020 a aparținut provinciei Hedmark. Stație de cale ferată, construită în anul 1877, pe linia Røros (Rørosbanen).